# Irbin
Irbin (arab. عربين) – miasto w Syrii, w muhafazie Damaszek. W 2004 roku miasto liczyło 44 934 mieszkańców.